# ブロードキャストストーム

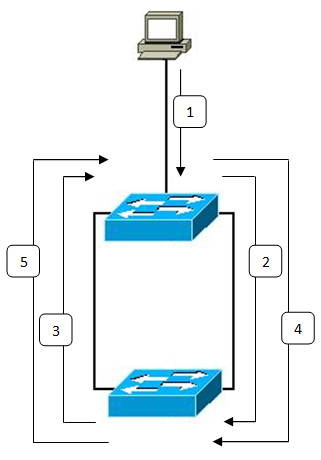
ブロードキャストストームが発生するネットワーク構成の例

ブロードキャストストームとは、ローカルエリア・ネットワーク (LAN) 上でブロードキャスト用のデータや信号が際限なく転送され続ける現象である。通信経路でループが形成された際に発生する。

## 原因
レイヤ2スイッチ (L2スイッチ) はブロードキャストフレームを受け取ると、それを全てのポートから送信するが、この時に通信経路でループが生じていると、ブロードキャストフレームがレイヤ2スイッチに戻ってきてしまい、それを受けてレイヤ2スイッチが再び全てのポートからブロードキャストフレームを送信してしまう。これによりネットワークを流れるフレーム量が増大し、通信が妨げられる。
ブロードキャストストームは、LANケーブルをリング状に接続した際のみならず、無線LANを使用した状態でも生じる。例えば、無線LANアクセスポイントから電波を受信している無線LAN中継機の有線LANポートに、LANケーブルを挿してしまった場合などがあげられる。

## 対策

### スパニングツリープロトコル
スパニングツリープロトコル (STP) を使用すると、LANスイッチがループの生じるポートを無効にし、ブロードキャストストームを防止する。また、もし使用しているルートが故障した場合、無効にしたポートを有効にし、通信を再開することもできる。STPは、ネットワークの冗長化を担保しつつ、ブロードキャストストームが発生しないようにする方法の1つといえる。
ただし、三上信男と豊増佳宏はSTPのデメリットとして「メーカーごとに初期設定が異なる」「設計手順が煩雑」「STPを設定したスイッチのハードウェア障害などが原因でブロードキャストストームが起きるリスクがある」という3点を挙げている。また、『日経NETWORK』に掲載された2016年の記事では、STPのデメリットが以下とおり指摘されている。

### スイッチのスタッキング
複数のスイッチをスタック（積み上げ）して1台のスイッチのように見せ、それぞれからのケーブルを子スイッチにつなぎ、両方を束ねて使用するスタッキングも、ブロードキャストストーム対策としてあげられる。この構成ではループが生じないため、スパニングツリープロトコルが不要で、かつネットワークの冗長化が可能となる。上掲の『日経NETWORK』に掲載された2016年の記事では、スパニングツリープロトコルに代わりスタックがスイッチの冗長化によく用いられるようになっていると指摘されている。

### ストームコントロール
スイッチ本体でブロードキャストの流量を制限するストームコントロール機能も、ブロードキャストストーム対策の1つとしてあげられる。スイッチにあらかじめ閾値が設定され、それを超えるとループ接続によるブロードキャストストームが生じたとみなされる。ループ接続が発生したと判定されると、閾値を超えた分のフレームがドロップされたり、該当するポートがシャットダウンされたりするが、どのような処理を行うかはスイッチの設定で選択できる。

### VLAN
1つのローカルエリア・ネットワーク (LAN) を複数のLANに分けるバーチャル・ローカルエリア・ネットワーク (VLAN) により、ブロードキャストストームの影響範囲を限定することも対策としてあげられる。

### ポートを塞ぐ
鈴木慶太はブロードキャストストーム対策の1つとして「ポートを塞いでLANケーブルを挿せなくする」ことを挙げている。これについて鈴木は「ネットワークのトラブルを防止するだけでなく、空きポートの無断使用を防ぎセキュリティの強化にもつながる」と指摘している。

### ループ検出機能の限界
2022年の論稿にて安藤正芳は「最近では、ループ接続を検出する機能を搭載したルーターやスイッチが安価に販売されている。検出の仕組みはベンダーや機種によって異なる。MACアドレスを利用する方法や、専用の監視フレームを使う方法、しきい値を定める方法などがある。しかしループ検出機能は万能ではない」と指摘し、ブロードキャストストームの発生に伴う輻輳により監視フレームが廃棄される例などを挙げている。

## 事故
2020年3月24日、気象庁が運営するサイトで生じた、気象データの更新が停止した事例の原因について同庁予報部業務課は「故障したコアスイッチが停止せず、異常なパケット処理を続けたことでブロードキャストストームを発生させた可能性がある」とコメントしている。また、2022年2月7日には、国立国会図書館で配線ミスに起因するブロードキャストストームが生じ、東京本館と関西館の双方でシステム障害が発生。利用者カードを用いた入退館や、館内のコンピュータを用いた資料の閲覧等に支障が生じた。
2024年4月1日に沖縄県那覇市の市役所全体で生じたネットワーク障害も、ブロードキャストストームが原因とされる。なお、当該ブロードキャストストームが発生した原因について『日本経済新聞』は以下のように論じている。